# رولان لورانس
رولان لورانس (بالإنجليزية: Rolland Lawrence)‏ هو لاعب كرة قدم أمريكية أمريكي، ولد في 24 مارس 1951 في فرانكلين في الولايات المتحدة.

## وصلات خارجية
- رولان لورانس على موقع مرجع كرة القدم المحترفة.كوم (الإنجليزية)